# Alexandros Mavrokordatos

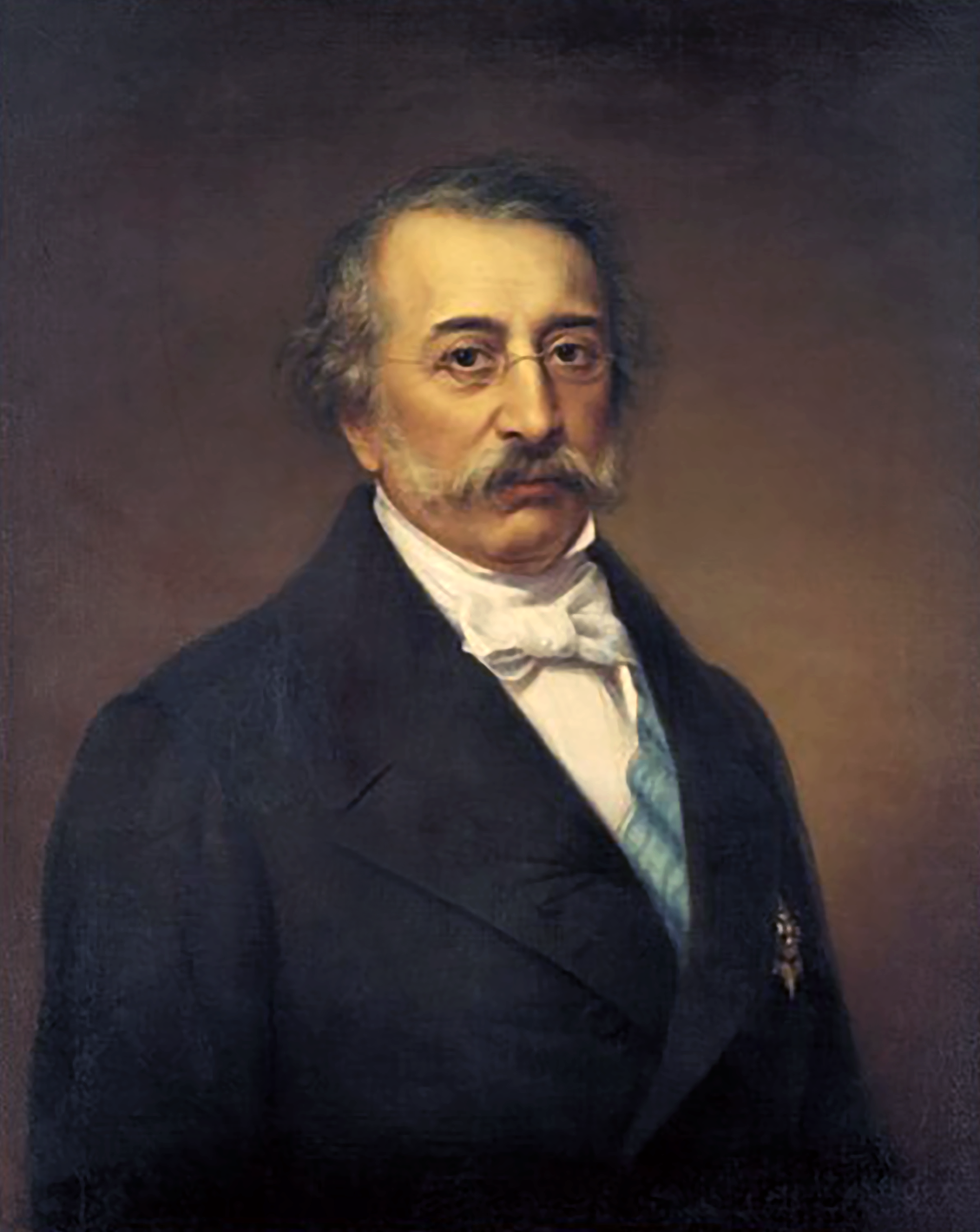
Alexandros Mavrokordatos

Prinz Alexandros Mavrokordatos (griechisch Ἀλέξανδρος Μαυροκορδάτος, * 11. Februar 1791 in Konstantinopel; † 18. August 1865 in Ägina) war ein griechischer Politiker und mehrmaliger Ministerpräsident.
Er war außerdem Anführer der Englischen Partei.

## Familie und Unabhängigkeitskämpfer
Mavrokordatos entstammte einer Phanarioten-Familie, die lange Zeit unter dem Namen Mavrocordat die Fürsten der Walachei stellte. 1812 ging er an den Hof seines Onkels, des Fürsten (Hospodar) der Walachei, Ioan Gheorghe Caragea. Mit diesem ging er nach dessen Absetzung 1818 ins Exil nach Russland und Italien.
Dort absolvierte er ein Studium an der Universität Padua. In Italien schloss er sich dem Geheimbund Philiki Etaireia an. Nach dem Ausbruch des Griechischen Unabhängigkeitskrieges 1821 ging er als Phanariot nach Morea.

## Politische Laufbahn

### Erster griechischer Ministerpräsident
Dort setzte er sich für die Einrichtung einer regulären Regierung ein. Nachdem er eine Zeitlang Präsident der Regionalverwaltung von Messolongi war, wurde er am 27. Januar 1822 durch die Erste Nationalversammlung in Epidaurus zum Präsidenten der Exekutive und damit de facto zum ersten Ministerpräsidenten nach der Erklärung der Unabhängigkeit Griechenlands gewählt. In dieser Funktion unterzeichnete er die Erste Griechische Verfassung von 1822. In den folgenden Monaten erlitt er einerseits Niederlagen wie bei Peta am 16. Juli 1822, konnte seine Stellung auf der anderen Seite durch seinen erfolgreichen Widerstand bei der ersten Belagerung von Messolongi vom November 1822 bis Januar 1823 festigen.

### Unabhängigkeitsbestrebungen und Bekanntschaft zu Lord Byron
Allerdings verlor er am 10. Mai 1823 sein Amt des Präsidenten der Exekutive an Petros Mavromichalis. Während dessen Amtszeit war er bis Dezember 1823 Exekutivsekretär für Auswärtige Angelegenheiten (Außenminister).
Von 1823 bis 1825 war er als Repräsentant der Nationalregierung Generalgouverneur von Messolongi. In diesem Amt war er oftmals Gastgeber des bekannten englischen Schriftstellers Lord Byron, der sich als Philhellene für die griechischen Unabhängigkeitsbestrebungen einsetzte und während der Amtszeit von Mavrokordatos als Gouverneur in Messolongi starb. Zusammen mit Byron plante er unter anderem den Angriff auf das Fort von Lepanto.
Von Februar bis April 1826 war er erneut Außenminister unter dem Exekutivpräsidenten Georgios Koundouriotis. Nach der Landung des Generals Ibrahim Pascha kämpfte Mavrokordatos erneut für die Freiheit und Unabhängigkeit Griechenlands.

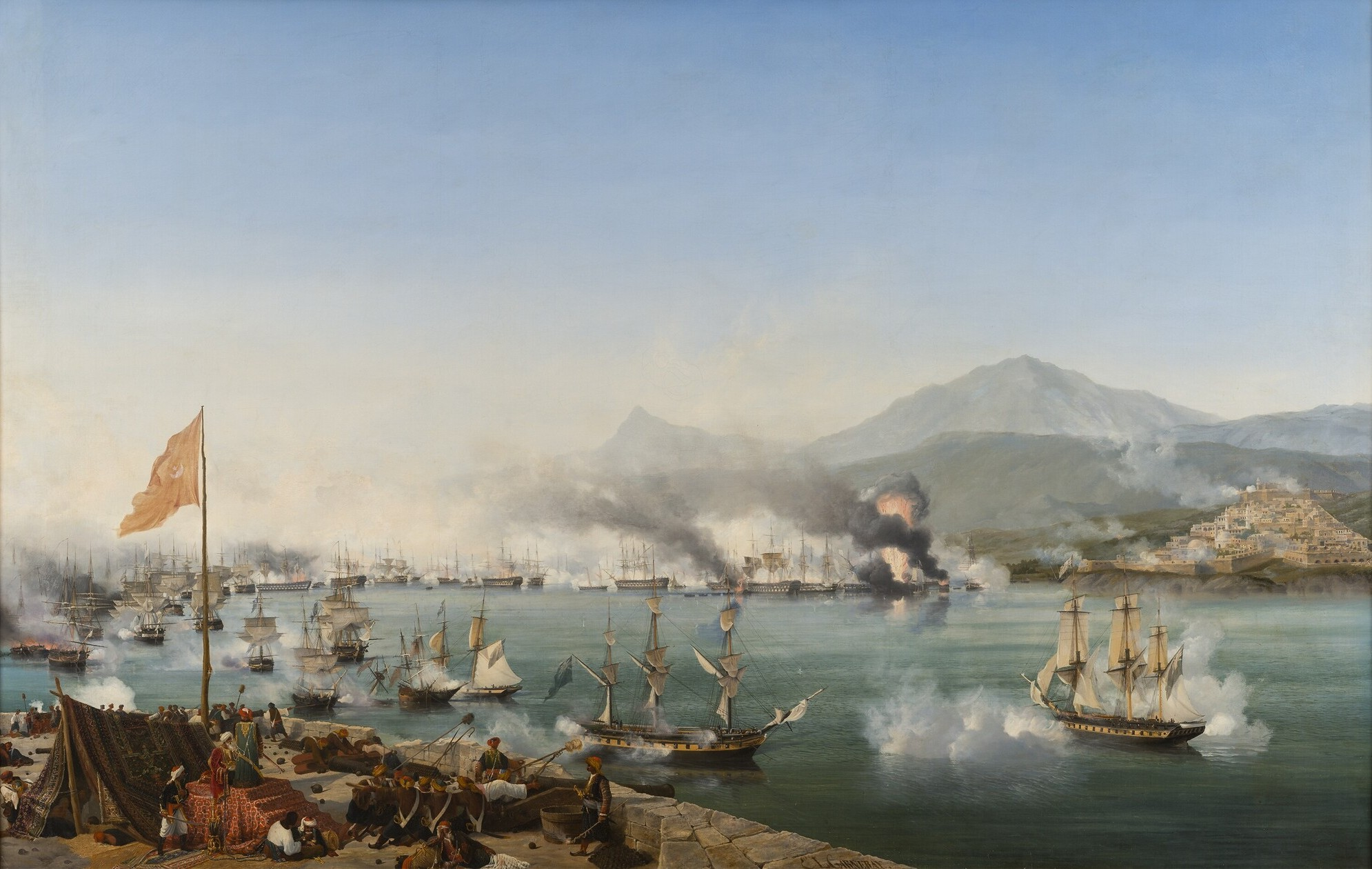
Seeschlacht von Navarino, gemalt von Carneray

Nach der Niederlage der osmanischen Truppen bei der Schlacht von Navarino am 20. Oktober 1827 wurde er vom neuen Gouverneur und De-facto-Ministerpräsidenten Ioannis Kapodistrias zum Mitglied von dessen Komitee zur Verwaltung des Kriegsmaterials ernannt. Von diesem Amt trat er jedoch 1828 zurück. Nach der Ermordung von Kapodistrias am 9. Oktober 1831 sowie dem Rücktritt von dessen Bruder Augustinos Kapodistrias vom Amt des Präsidenten der Regierungskommission und amtierenden Gouverneurs am 13. April 1832 wurde er zunächst Finanzminister. Anschließend war er von Juli 1832 bis Februar 1833 Vizepräsident der Nationalversammlung in Argos.

### Regentschaft König Ottos I.
Nach der Thronbesteigung König Ottos I. am 6. Februar 1833 wurde er Finanzminister im Kabinett von Premier Spyridon Trikoupis. Vom 24. Oktober 1833 bis zum 12. Juni 1834 war er dessen Nachfolger als Premier.
Anschließend war er Gesandter in München, Berlin und London, ehe er vom 6. Juli bis zum 22. August 1841 als Vorsitzender des Ministerialrates erneut Ministerpräsident einer Übergangsregierung war. Danach war er Gesandter in Konstantinopel.
Nach den Aufständen vom 3. September 1843 war er Minister ohne Portefeuille im Kabinett des ersten verfassungsmäßigen Ministerpräsidenten Andreas Metaxas. Nach einer kurzen Übergangsregierung von Konstantinos Kanaris wurde er am 11. April 1844 selbst Ministerpräsident. Allerdings musste er von diesem Amt bereits am 18. August 1844 wieder zurücktreten. In den folgenden Jahren kritisierte er als Oppositionspolitiker besonders die Politik seines Nachfolgers und Vorsitzenden der Französischen Partei (Γαλλικό Κόμμα) Ioannis Kolettis. Mavrokordatos selbst war neben Georgios Koundouriotis Führer der so genannten Englischen Partei (Αγγλικό Κóμμα).
Vom 29. Juli 1854 bis zum 11. Oktober 1855 war er letztmals Ministerpräsident. Seine Ernennung kam unter ausländischem Druck zustande. Als Reaktion auf militärische Interventionen von Seiten der Griechen gegen das Osmanische Reich, etwa in Epirus, Thessalien und Mazedonien, hatten Frankreich und Großbritannien 1854 vor dem Hintergrund des Krimkrieges den griechischen Hafen Piräus besetzt, um Griechenland zur Neutralität zu zwingen. Im Zuge dieser Entwicklung ernannte König Otto eine neue Regierung unter der Führung von Aléxandros Mavrokordátos und Dimitrios Kallergis. Die Beziehungen zwischen der Krone und dem Kabinett erwiesen sich in der Folge aber weiterhin als schwierig.